# Synaldis argamani
Synaldis argamani är en stekelart som beskrevs av Fischer 1993. Synaldis argamani ingår i släktet Synaldis och familjen bracksteklar. Inga underarter finns listade i Catalogue of Life.